# Оп арт
Оп арт, което е заимствано от английски съкращение на оптическо изкуство (от английски: Op Art, от optical art) е течение във визуалните изкуства, което използва оптически илюзии.
„Оптическото изкуство е метод на рисуване, което се отнася към взаимодействието между илюзионната рисунка върху картинната повърхност и тяхното виждане и разбиране.“  Оп арт творбите са абстрактни, като по-известните от тях са изградени от черно и бяло. Когато зрителят ги погледне се създава впечатление за движение и скрити изображения, които се появяват и изчезват, вибрации, модули, изображения, които се издуват и свиват.
Различава се от кинетизма по това, че излюзиите, създадени от оп арт картините, са строго виртуални, съществуващи само върху ретината на окото на наблюдателя. Окото е моторът на картината, която сама по себе си не се движи. Съществуват и картини, свърващи оп арта и кинематизма, които се описват с термина оптикокинетично изкуство (на френски: art opticocinétique).

## Исторически контекст
Оп арт е изградено от конструктивните възгледи на Баухаус. Това германско училище, създадено от Валтер Гропиус и изучаващо взаимовръзката между формата и функцията в рамките на анализа и рационалността. Студентите се учат да се фокусират върху цялостния дизайн или цели композиции с цел да бъдат представени по-обобщено. Когато Бухаус е принудително закрито през 1933, много от неговите преподаватели се преместват в Съединените щати, където течението се установява в Чикаго и впоследствие в колежа Black Mountain. Принципното разграничаване между пространствена светлина и плосък цвят създава два типа оптическо изкуство:
- Кинетическо оптическо изкуство – триизмерно.
- Статично оптическо изкуство – двудимензионално.[4]

## Произход на термина
Терминът „оп“ първо се появява в списание „Тайм]“ през 1964, макар че творби, които сега биха били определени като оп арт са се появявали още преди години. Например картината на Виктор Васарели – Зебри (1938), изградена изцяло от вълнисти черно-бели линии, които не са вместени в контури. Вследствие на това, линиите изглеждат сякаш едновременно се сливат и изкачат от обграждащия ги черен фон на композицията. Също така и ранните черно-бели „Dazzle“ пана на Джон Мак Хейл, инсталирани в изложбата „Това е утре“ (на английски: This Is Tomorrow) през 1956 година и неговите серии Пандора в института за модерно изкуство през 1962 година, които демонстрират първични оп техники.
Наблягането на думата оптическо в термина кара Йозеф Алберс да изкаже позицията си, че всъщност цялото изобразително изкуство е оптическо. Критиката му е формулирана в изречението:
„Назоваването на някакво си изобразително изкуство като 'оптическо изкуство' е точно толкова безсмислено, колкото да си говорим за акустична Музика [...].“

### Реагиращото око
През 1965 година изложба, озаглавена „Реагиращото око“ (на английски: The Responsive Eye), създадена от Уилям Сейтс, е представена в Музея за модерно изкуство в Ню Йорк. Творбите са разнообразни, заимствани от минимализма на Франк Стела и Елсуорт Кели и нежната пластичност на Александър Либермън. Изложбата насочва вниманието на зрителя към процеса на зрителното възприемане, което е резултат на илюзията за движение и взаимовръзката между цветовете. Изложбата става изключително популярна сред масовата публика и по-малко харесвана сред критиците. Според критиците оп арт не е нищо повече от трикове, които лъжат окото. Независимо от това, популярността на оп арт сред масите набира скорост и оп арт изображения се използват в множество реклами.

## Начин на функциониране

### черно-бяло
Оп арт е сетивно преживяване, основаващо се на функционирането на зрението. То е динамично визуално изкуство, от противоречащи си форми, в които се усеща напрежение. Оп арт се създава по два основни начина. Първият и по-известен метод е създаването на ефекти, използващи линии и модули. Често тези картини са черно-бели. Така е в известната картина на Бриджит Райли „Течение“ (на английски: Current) на корицата на каталога на „Реагиращото око“ – черно-бели вълнообразни линии са поставени една до друга на картинната повърхност, създаващи живо и подвижно изображение. Гетулио Алвиани избира алуминиеви плоскости, преработени с цел да създадат илюзия за обемни линии, които се променят в зависимост от положението на зрителя. Друга реакция, която се появява е, че линиите създават илюзия за изображения с други цветове, дължащо се на това как ретината приема и обработва светлината. Както Гьоте демонстрира в неговия трактат Теория на Цветовете, на границата, където светлината и тъмнината се срещат, се появява цвят, защото те са двете основи за създаването на цвят.

### цветове
През 1966 Бриджит Райли започва да създава оп арт на базата на цвета. Други художници като Юлиан Станчак и Ричард Анушкиевич също са заинтригувани от идеята цвета да е основното в техните творби. Йозеф Алберс обучава тези основоположници на „Color Function“ или функцията на цвета в Йеил през 1950 г. Често основната идея на творбите на колористите е за движещи се фигури, но към това те добавят и ефектът на контрастните цветове, които имат различен ефект над окото. Например в картините на Анушкиевич – „Храмът“ (на английски: temple), съпоставянето на двата контрастни цвята провокира чувство за дълбочина на илюзионното 3D пространство и изглежда сякаш архитектурната форма нахлува в зрителното пространство.
Композициите на Станчак са смятани за едни от най-усложнените творби в оп арта. Повлиян от Алберс и неговата книга „Взаимодействието на цвета“, Станчак изучава в дълбочина това как работят взаимовръзките между цветовете.
Има по-малко фотографи, работещи в сферата на оп арт. Една от основните причини за липсата на фотографи, занимаващи се с оп арт, е в сложността на намирането на ефектни обекти за изобразяване. Ласло Мохоли-Наги обаче създава оп арт фотографии и преподава темата в Баухаус. В някои от своите упражнения той кара своите студенти да изрязват дупки в карти и после да ги снимат.
На пръв поглед възможностите на оп арт изглеждат неограничени поради това, че то силно зависи от науката и технологиите. Все пак движението съзрява в продължение на едно десетилетие, след което се развива съвсем малко. Главната трудност е свързана с неговия сюжет. Оп арт изглежда прекалено интелектуално и пресметнато, стоящо по-близо до естествените, отколкото до хуманитарните науки. То привлича зрителя по един действително нов и динамичен начин. Но неговото въздействие, независимо че често пъти е пленително, се разпростира върху относително малка група от хора, което до голяма степен не е в духа на традициите на съвременното изкуство. Само малък брой художници са успели да го обогатят с разнообразието и изразителността, характерни за голямото изкуство.

#### Взаимодействие на цветовете
Съществуват три основни вида на цветово взаимодействие: симултанен констраст, последователен контраст и обратен контраст.
(i) Симултанният контраст може да се появи когато едно цветно поле е заобиколено от друго поле с друг цвят. В общи линии контраста усилва разликата в светлина и цвят между взаимодействащите полета. Такива взаимодейства са двустранни, но ако заобикалящото поле е много по-голямо и с по-интензивен цвят се получава дисбаланс във взаимодействието, който води до усещането за едностранно влияние.
(ii) При последователния контраст субекта първо вижда единя цвят и чак след това другия. Това се постига чрез фокусирането на окото върху един цвят и бързото заменяне на този цвят с друг или преместването на фокуса върху друг цвят.
(iii) При обратния констраст светлостта на бялото и тъмнотата на черното може да създават излюзията, че обхващат и съзседни полета. Подобно и цветовете могат да изглеждат все едно се вливат в съседни елементи. Тези ефекти създават усещането, че съседни полета са си по-подобни, вместо да увеличават възприеманата им разлика. Това е причината за наименованието обратен контраст. 

## Художници, известни с оп арт произведения
- Яков Агам
- Ричард Анушкиевич
- Йозеф Алберс
- Юлиан Станчак
- Карлос Круз-Диез
- Герхард фон Гревениц
- Хайнц Мак
- Бриджит Райли
- Хесус Рафаел Сото
- Виктор Вазарели
- Лудвиг Вилдинг